# (2R,3S)-1-(4-Fenilbenzoil)piperazin-2,3-dikarboksilna kiselina
PBPD je antagonist NMDA receptora.